# 橋本勉 (政治家)
橋本 勉 （はしもと べん、1953年〈昭和28年〉8月21日 - ）は、日本の政治家。元衆議院議員（1期）。

## 略歴
岐阜工業高等専門学校、東京外国語大学外国語学部印パ学科卒業。筑波大学大学院経営・政策科学研究科経営・政策科学専攻修士課程修了。1981年から東京国税局、名古屋国税局で勤務。国税徴収官などをつとめた。1989年に退官し、日興証券に入社。1996年に山加証券に出向し、証券アナリストを務める。再び日興証券に戻り投資信託課長を務めた後、メリルリンチ日本証券のファイナンシャルコンサルタントとなった。その後はING生命保険、ヒューマンリソシア、ハドソン・ジャパン債権回収、ジーク証券で勤務する。2008年にジーク証券を退社。なお、働きながら法政大学大学院社会科学研究科、早稲田大学社会科学研究科後期博士課程で学んだ。2006年名城大学大学院法務研究科（法科大学院）法学未習者コース入学、2009年退学。
2009年、第45回衆議院議員総選挙に民主党公認で岐阜2区から出馬。自由民主党の棚橋泰文に敗れたが、重複立候補していた比例東海ブロックで復活し、初当選した。
2012年の消費増税をめぐる政局では、6月26日の衆議院本会議で行われた消費増税法案の採決で、党の賛成方針に反して反対票を投じた（社会保障制度改革推進法案・認定こども園法改正案には賛成）。民主党は7月3日の常任幹事会で党員資格停止2カ月の処分とする方針を決定し、7月9日の常任幹事会で正式決定した。
同年11月16日、民主党に離党届を提出した（民主党は11月21日の常任幹事会で離党届を受理せず除籍処分とすることを決定した）。同年11月19日、減税日本に入党届を提出。翌20日に入党した。同年12月の第46回衆議院議員総選挙に日本未来の党公認で岐阜2区から出馬したが、比例復活もならず落選した。
2013年7月の第23回参議院議員通常選挙に新党大地公認で比例代表から出馬したが、落選した。
2014年12月の第47回衆議院議員総選挙には不出馬。
2015年3月7日、4月12日に行われる岐阜県議会議員選挙・大垣選挙区（定数4）に無所属での出馬を表明。投開票の結果、6人中最下位で落選した。
2016年7月、第24回参議院議員通常選挙に比例区から国民怒りの声公認で出馬したが落選。
2019年7月、第25回参議院議員通常選挙に愛知県選挙区から政治団体オリーブの木公認で立候補。投開票の結果、12人中最下位で落選した。
2024年10月、第50回衆議院議員総選挙に埼玉13区から自ら立ち上げた「自民党を終わらせる党」代表として出馬。10月27日の投開票の結果、6人中最下位で落選した。この選挙においては選挙ポスターに前埼玉県知事で参議院議員の上田清司の応援を受けていることを顔写真付きで記載していたが、実際には応援している事実がないことや写真を無断で使用したとして上田の事務所側から抗議を受けた。
2025年時点では新党やまとに所属し政治活動を継続している。

## 政策
- 2012年9月5日に開かれた、「立法不作為を問う!PART2 民法改正を求める緊急院内集会」[22]において、男女婚姻最低年齢の違い、女性だけにある再婚禁止期間、婚外子問題について、男女差別である、との認識を示した。

## 不祥事
- 2010年6月12日から13日にかけて行われた「第30回全国豊かな海づくり大会ぎふ長良川大会」において式典の最中、天皇の前で携帯電話で話をしていた。同年8月、宮内庁の大代表番号に電話し、「皇族に私の地元にお越しいただきたい」と言ったが、皇室の政治利用に繋がるとして秘書を困惑させた[23]。

- 2011年3月28日、乗用車を運転していた際に高校生と接触事故をおこしたが警察への届出を怠り、道路交通法違反で書類送検された[24]。